# Tomáš Malínský
Tomáš Malínský (* 25. srpna 1991, Skuteč, Československo) je český fotbalový záložník a reprezentant, od července 2020 hráč klubu SK Slavia Praha. Je to typ rychlého, technicky ofenzivního hráče s přesnou střelou.
Momentálně[ujasnit] kadeřník.

## Klubová kariéra
S fotbalem začínal v klubu FK Junior Skuteč, odkud v mladších žácích zamířil do mužstva AFK Chrudim. V týmu jeho kariéra nabrala nadějně růst. V sezóně 2010/2011 nastupoval v 1.B třídě za muže AFK Chrudim "B". Poté jej trenér Jirousek povolal do A-mužstva, kde se nadějný záložník zabydlel v základní sestavě. V Chrudimi zažil povedenou sezonu.

### FC Hradec Králové
V létě 2011 se Malinského služby zajímaly dva kluby z nejvyšší soutěže. Konkrétně FC Slovan Liberec a FC Hradec Králové, kam po úspěšných testech přestoupil.

#### Sezona 2011/12
V dresu FC Hradec Králové debutoval v 1. české lize 31. července 2011 v utkání 1. kola proti FK Viktoria Žižkov (výhra 1:0), když v 74. minutě vystřídal Vojtěcha Štěpána. Celkem si v ročníku 2011/12 připsal 16 ligových startů, ve kterých se gólově neprosadil.

#### Sezona 2012/13
V červnu 2012 si v přípravném zápase proti Bohemians 1905 poranil křížový vaz v koleni a více než půl roku nemohl hrát. Mužstvo v sezoně sestoupilo do 2. ligy. Za Hradec nastoupil v ročníku až v posledních pěti kolech.

#### Sezona 2013/14
V září 2013 prodloužil s klubem smlouvu do léta 2016. Svoji první ligovou branku v sezoně a zároveň za Hradec vstřelil 4. 8. 2013 ve 2. kole na půdě MFK OKD Karviná, ale v konečném důsledku pouze mírnil porážku 1:2. Další přesný zásah si připsal ve 12. kole proti MFK Frýdek-Místek (výhra 3:0), prosadil se v 82. minutě. 16. 3. 2014 vstřelil dva góly do sítě klubu Fotbal Třinec a Hradec zvítězil v poměru 3:1. Ve 27. kole prožil opět dvoubrankové utkání, tentokrát proti střížkovskému klubu FK Bohemians Praha (výhra 4:1), prosadil se nejprve ve 12. a poté v 64. minutě. Svého sedmého gólu docílil o necelé dva týdny později, kdy vsítil druhou branku zápasu proti Loko Vltavín. "Votroci" utkání zvládli a zvítězil v něm 2:0. Klub se v sezoně vrátil do nejvyšší soutěže. Celkem v ročníku naskočil do 27 utkání v lize.

#### Sezona 2014/15
Svůj první gól v nejvyšší soutěži vsítil 21. 9. 2014 v ligovém utkání 8. kola na Letné proti domácí AC Sparta Praha (prohra 1:3), když v šesté minutě otevřel skóre zápasu. Celkem v ročníku, který mužstvo zakončilo pádem do 2. ligy, odehrál dvaadvacet ligových střetnutí.

#### Sezona 2015/16
Ve 13. kole hraném 1. listopadu 2015 dal druhý gól v utkání proti Fotbal Třinec, Hradec v zápase zvítězil 5:0. Poté se střelecky prosadil ve 20. kole proti 1. SC Znojmo (výhra 3:1), když v 68. minutě dal druhý vítězný gól "Votroků". S mužstvem postoupil zpět do české nejvyšší soutěže, když jeho klub ve 28. kole hraném 17. 5. 2016 porazil FK Baník Sokolov 2:0 a 1. SC Znojmo, které bylo v tabulce na třetí pozici, prohrálo s FC Sellier & Bellot Vlašim. V ročníku 2015/16 nechyběl v žádném z 28 střetnutí v lize.

#### Sezona 2016/17
Svého prvního gólu v sezoně docílil v úvodním kole na stadionu v Ďolíčku proti tamním Bohemians Praha 1905 (výhra 3:0), když v nastaveném čase uzavřel skóre utkání. Podruhé v ročníku se střelecky prosadil v souboji nováčků ve 12. kole hraném 30. října 2016 proti MFK Karviná, když v 90. minutě snížil na konečných 3:4. Svoji třetí branky vsítil 19. 11. 2016 ve 14. kole proti mužstvu 1. FC Slovácko (výhra 3:1). Dalšího přesného střeleckého zásahu docílil v dalším kole, když v 59. minutě snižoval v utkání se Spartou Praha na konečných 1:2.

### FC Slovan Liberec
V červenci 2017 přestoupil z Hradce do FC Slovan Liberec, kde podepsal tříletou smlouvu.

## Reprezentační kariéra
Dne 6. září 2020 dostal svoji první pozvánku do českého národního týmu na zápas Ligy národů proti Skotsku. K tomu mu napomohla i nucená karanténa prvního týmu, který odehrál zápas se Slovenskem.
V březnu 2021 byl nominován na utkání zahajující kvalifikaci na MS 2022, proti Estonsku i Belgii však zůstal pouze na lavičce náhradníků. Po dohodě s vedením reprezentace na poslední zápas do Walesu neodcestoval, protože by se stejně nedostal do sestavy.

## Klubové statistiky
Aktuální k 30. srpnu 2020
| Sezona  | Klub              | Soutěž             | Zápasy | Góly |
| ------- | ----------------- | ------------------ | ------ | ---- |
| 2010/11 | AFK Chrudim       | Divize C           | –      | –    |
| 2011/12 | FC Hradec Králové | Gambrinus liga     | 17     | 0    |
| 2012/13 | FC Hradec Králové | Gambrinus liga     | 5      | 0    |
| 2013/14 | FC Hradec Králové | FNL                | 27     | 7    |
| 2014/15 | FC Hradec Králové | Synot liga         | 22     | 1    |
| 2015/16 | FC Hradec Králové | FNL                | 28     | 2    |
| 2016/17 | FC Hradec Králové | ePojisteni.cz liga | 27     | 4    |
| 2017/18 | FC Slovan Liberec | HET liga           | 4      | 0    |
| 2018/19 | FC Slovan Liberec | Fortuna:liga       | 25     | 2    |
| 2019/20 | FC Slovan Liberec | Fortuna:liga       | 32     | 7    |
| 2020/21 | SK Slavia Praha   | Fortuna:liga       |        |      |